# Castell de Riner
El Castell de Riner és una torre del municipi de Riner (Solsonès) declarada bé cultural d'interès nacional.
Construït vora un petit replà, és situat a mig vessant, sobre la riera de Cardona o riu Negre, al costat d'una zona de camps. Situació estratègica, tal com era propi en l'època en què fou emplaçat.

## Història
El lloc de Riner és documentat l'any 997, quan Ató i la seva muller Geruza donaren a Santa Maria de la Seu d'Urgell un alou situat a Solsona que afrontava a llevant amb Riner. El castell és documentat indirectament per primer cop l'any 1013 en un document on Guifré de Riner confirmava que un parent seu, Sal·la (familiar de Rotrudis, esposa de Guifré), havia donat la parròquia d'Olesa de Montserrat a la canònica de la Santa Creu de Barcelona. Apareixen doncs unides dues famílies, Riner i Sal·la de Conflent, fundadora del monestir de Sant Benet de Bages. Guillem de Riner morí a final de 1013. L'esposa Rotrudis disposava, segons es llegeix en el seu testament l'any 1027, d'una gran quantitat de béns situats als castells d'Ardèvol i de Riner que passaren al seu nebot Dalmau Isarn i de Riner (1026).
Sobre el domini del castell es produí un conflicte greu entre el senyor, Ponç de Cervera i el castlà, Pere de Riner, que se solucionà l'any 1142 en fer una convinença entre ambdós sobre els drets de cadascú al castell de Riner. Un dels motius del plet fou per una farga (fabricam) que hi ha dins del terme del castell i que apareixerà esmentada també en un text de l'any 1378 on es detallen les manxes, l'enclusa, el mall, el martell i les tenalles.
Els interessos dels senyors de Riner es decantaren cada cop més cap a la Segarra i la Conca de Barberà. Això feu que a la llarga es desprenguessin dels seus béns al castell de Riner durant el segle xiii. Consta que el comte d'Urgell va cedir el domini eminent d'aquest castell i d'altres del Solsonès al vescomte de Cardona per l'ajut prestat en la lluita contra el comte de Barcelona. Els drets dels Cervera sobre el castell van passar, sense que se sàpiga com, a la canònica de Santa Maria de Solsona, ja que el 1322 Bernat de Riner castlà del castell, feu homenatge al paborde de Solsona per la castlania.

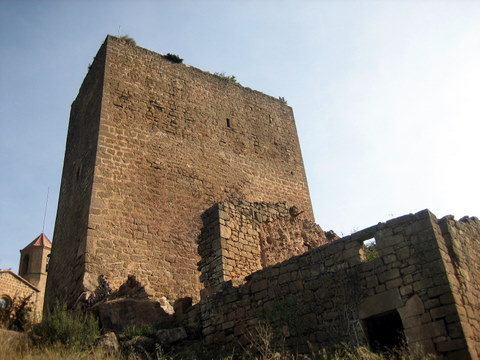
Torre del Castell de Riner (octubre 2008)

## Arquitectura
Edifici de planta rectangular, amb una longitud d'uns 15 m, una amplada de 8 m, una altura d'uns 18 m i uns murs que fan 2 m de gruix. A l'interior la nau, que fa 11,20 per 3,90 m i uns 15 d'alçada, és coberta amb una volta apuntada. L'espai intern devia estar dividit almenys en dos nivells doncs a uns 10 m del terre es veuen testimonis de l'existència d'un pis com ara deu forats per a bigues. A la façana de tramuntana hi ha una porta d'uns 2 m d'alçada per 180 cm d'amplada coronada per un arc de mig punt format per diverses dovelles. Una obertura semblant es troba a la paret de migjorn i a llevant, una tercera porta que mena a una escala inclosa dins la paret. Al costat nord de la fortalesa, cap on hi ha l'església, hi va ser excavat un vall a la roca d'una profunditat d'uns 4 m. L'aparell constructiu és de carreus ben tallats i escairats, de dimensions més grans a la part inferior (40 per 90 cm); queden units amb morter de calç i pedretes.
Aquest edifici segurament fou construït els segles XII o XIII. La construcció senyorial que hi ha a la part meridional, a uns 5 metres és més moderna. Segurament dels segles XIV o XV. S'hi endevina una nau d'uns 11 m d'ample i tres arcades de les quals, la més septentrional es conserva sencera.